# 木村純子 (脚本家)
木村 純子（きむら じゅんこ、1982年8月15日 - ）は、日本の劇作家・脚本家である。スタービートエンターテイメント合同会社業務執行代表社員。樋口夢祈・有沢優兎のマネージメントを行っている。

## 経歴
東京都生まれ。西東京市出身。2010年にスタービートエンターテイメント合同会社設立。同社にてマネージメントと舞台プロデュースを始め、2011年より脚本を書き始める。

## 作品

### 映画（監督作品）
- 2018年 『月下燦然ノ星-THE MOVIE-』（脚本・監督）
- 2021年公開予定 『あまつきつねの鬼灯』（脚本・監督）

### 舞台

#### 脚本・プロデュース

##### GEKIIKE
- 2010年 第1回本公演『リーマン☆ロック』（プロデュースのみ）
- 2011年 第2回本公演『ライラック』
- 2012年 第3回本公演『君に降りそそぐ、天上の花』
- 2013年 第4回本公演『空翔ける雷鳴の夜に』
- 2014年 第5回本公演『宵闇に咲く雨』
- 2015年 第6回本公演『空翔ける雷鳴の夜に-再演-』
- 2015年 第7回本公演『月下燦然ノ星-帝都綺譚-』
- 2016年 第8回本公演『あまつきつねの鬼灯』
- 2018年 第9回本公演『漆黒ノ戰花』
- 2019年 第10回本公演『光芒のマスカレード -月光仮面異聞-』
- 2020年 第11回本公演『HIT LIST』
- 2022年 GEKIIKE ALL JAPAN PRJECT『今宵に咲く雨』
- 2023年 第12回本公演『漆黒ノ戰花-再演-』
- 2023年 第13回本公演『鬼神の影法師 -黎明篇-』
- 2024年 第14回本公演『鬼神の影法師 -玲瓏万華篇-』
- 2025年 第15回本公演『鬼神の影法師 -千年双月篇-』

##### Asterism⁂
- 2015年 vol,01『アルビノ』
- 2016年 vol,02『Judgement Day』
- 2016年 vol,03『NoLimit』
- 2017年 vol,04『THE LAST SONG』
- 2017年 vol,05『NoLimit-Replays-』
- 2020年 vol,06『DOUBT』
- 2023年 vol,07『NoLimit』
- 2024年 vol,08『THE JUDGMENT DAY』
- 2024年 vol,09『アルビノ』
- 2025年 vol,10『NoLimit』

### 脚本
- 2012年 妄想劇『腐思議の国のアリス』（渋谷公会堂）声の出演：緑川光・松風雅也・菅沼久義・佐藤聡美・浅野真澄・真殿光昭・野中藍・三浦祥朗ほか
- 2014年 FM NACK5｢キラスタ｣クリスマススペシャルラジオドラマ「セイナルヨル」
- 2019年 舞台『Collar×Malice -岡崎契編‐』（脚本・プロデューサー）